# Jiří Kormaník
Jiří Kormaník (26 marzo 1935 – 3 novembre 2017) è stato un lottatore cecoslovacco, dal 1992 ceco, specializzato nella lotta greco-romana.

## Palmarès

### Olimpiadi
- 1 medaglia:
  - 1 argento (Tokyo 1964 nei pesi medi)

### Mondiali
- 1 medaglia:
  - 1 bronzo (Manchester 1965 nei -87 kg)

### Europei
- 1 medaglia:
  - 1 bronzo (1968 nei -87 kg)